# Labrundinia opela
Labrundinia opela är en tvåvingeart som beskrevs av Roback 1987. Labrundinia opela ingår i släktet Labrundinia och familjen fjädermyggor.
Artens utbredningsområde är Colombia. Inga underarter finns listade i Catalogue of Life.